# Hortonville (Nuovo Messico)
Hortonville è una comunità non incorporata degli Stati Uniti d'America della contea di Otero nello Stato del Nuovo Messico.